# Император Павел I (броненосец)
«Император Павел I» (после 19 апреля 1917 года — «Республика») — российский эскадренный броненосец типа «Андрей Первозванный». С 10 октября 1907 года корабли этого типа были зачислены в класс линейных кораблей (ЛК, линкоры) «преддредноутного типа». Спущен на воду 7 сентября 1907 года, разделан на металл в 1928 году.  

## Строительство
Заложен 27 октября 1905 года на Балтийском заводе в Санкт-Петербурге. Главный строитель — корабельный инженер В. Х. Оффенберг. Спущен на воду 25 августа 1907 года. Это первый в мире корабль, оборудованный гиперболоидными многосекционными стальными сетчатыми мачтами, конструкции знаменитого инженера В. Г. Шухова.
29 июля 1910 года «Император Павел I» приказом командующего Балтийским флотом зачислили в вооружённый резерв флота, а через месяц он поднял вымпел и вступил в кампанию. В сентябре этого же года корабль прошёл докование в Кронштадте, а затем начались приёмные испытания. 20 октября 1910 года начался заключительный этап испытаний: корабль прошёл восьмичасовую пробу на полном ходу.

## Служба

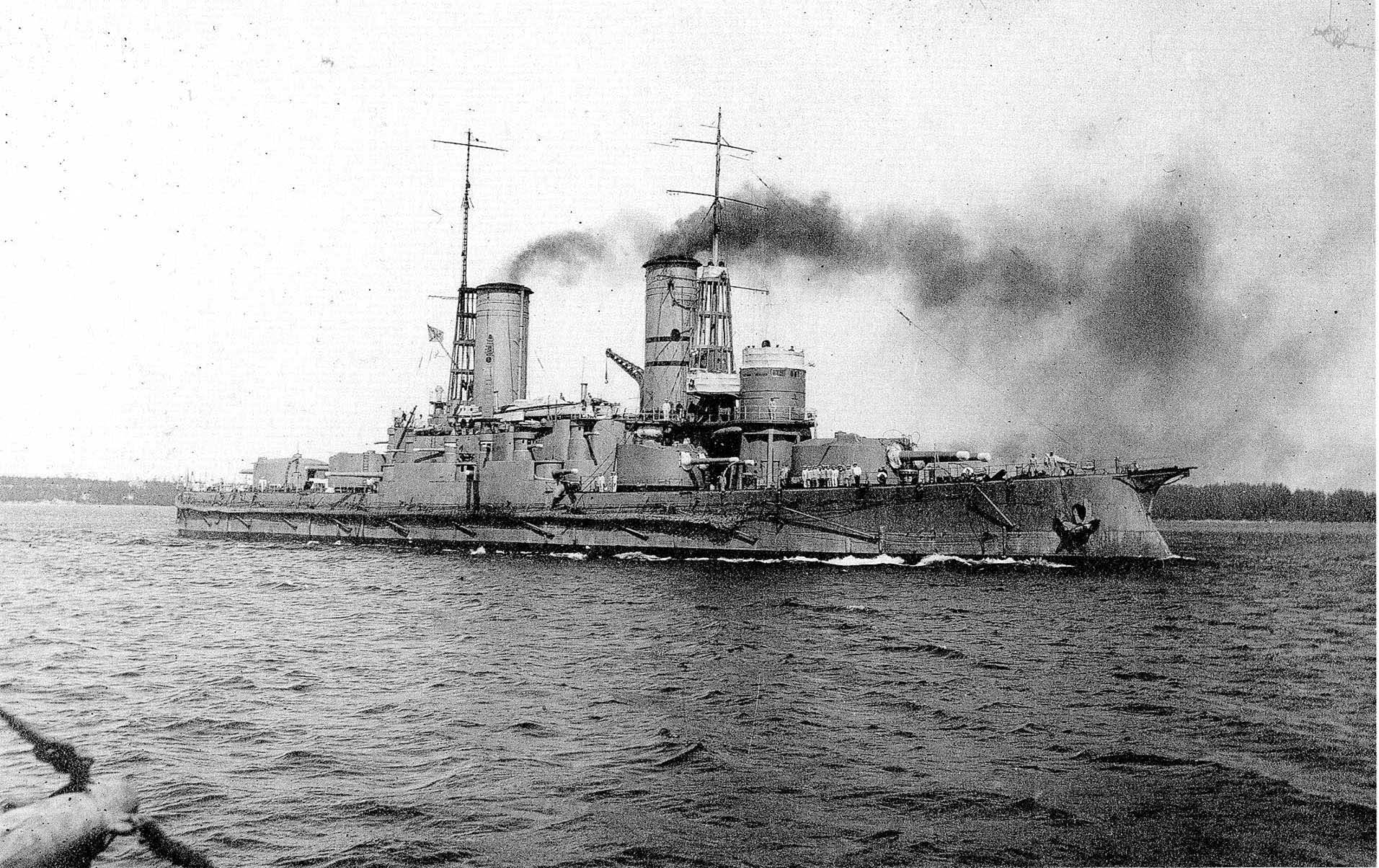

16 июля 1911 года «Император Павел I» был зачислен в состав сформированной в начале года бригады линейных кораблей Балтийского моря. В неё вошли также линейные корабли «Цесаревич», «Слава» и «Андрей Первозванный».
В 1913 году в составе бригады линейных кораблей совершил поход в Портленд и Брест.
18 июля 1914 года прикрывал Отряд заградителей при постановке мин на Центральной минно-артиллерийской позиции.
В марте 1917 года на корабле произошёл бунт, в ходе которого были убиты штурманский  офицер лейтенант В. К. Ланге, лейтенант Н. Н. Славинский, мичман М. Р. Шиманский и вахтенный офицер мичман А. Г. Вулич. Старшего офицера линкора старшего лейтенанта В. А. Яновского избили и выкинули с борта на лёд.
С 16 апреля 1917 переименован в "Республику".
С 22 сентября 1920 года находился в Кронштадтском военном порту на хранении.
22 ноября 1923 года сдан комиссии госфондов[уточнить] для демонтажа и разделки на металл и 21 ноября 1925 года исключён из списков судов РККФ.
2 башни с 203-мм орудиями были использованы в береговой обороне, в составе батареи № 333 на мысе Суурниеми, к западу от форта «Красная Горка» («Краснофлотский»). Батарея принимала участие в Великой Отечественной войне.

## Командиры
- 25.10.1904 — 18.09.1906 — капитан 1-го ранга Яковлев, Николай Матвеевич
- 02.10.1906 — хх.хх.1911 — капитан 2-го ранга (с 22.04.1907 капитан 1-го ранга) Римский-Корсаков, Пётр Войнович
- 09.09.1911 — хх.хх.1914 — капитан 1-го ранга Небольсин, Аркадий Константинович
- 20.10 1914 — 29.03.1915 — капитан 1-го ранга Тырков, Владимир Дмитриевич[4].
- 27.04.1915 — 04.04.1917 — капитан 1-го ранга Дмитриев, Степан Николаевич
- хх.хх.1917 — 20.05.1919 — капитан 2-го ранга (с 28.07.1917 капитан 1-го ранга) Затурский, Василий Евгеньевич